# شهرستان ریچاردسون (نبراسکا)
شهرستان ریچاردسون، نبراسکا (به انگلیسی: Richardson County, Nebraska) یک سکونتگاه مسکونی در ایالات متحده آمریکا است که در نبراسکا واقع شده‌است.

## خصوصیات
شهرستان ریچاردسون ۱٬۴۴۰٫۰۴ کیلومترمربع مساحت دارد.